# Luis Arturo Mondragón
Luis Arturo Mondragón Morazán (1959 - Danlí, 14 de junio de 2010) fue un periodista hondureño que trabajó como director de noticias del Canal 19 Honduras en El Paraíso, Honduras. Mondragón fue asesinado con un disparo a las diez de la noche mientras estaba sentado con su hijo fuera de su casa en Danlí, el 14 de junio de 2010.
Mondragón había sido amenazada por investigar casos de corrupción a funcionarios locales y diputados. Una serie de disputas, así como acusaciones de violación y robo de ganado se habían presentado contra Mondragón antes de su asesinato.
Mondragón fue el noveno periodista asesinado en Honduras en 2010. Todos los periodistas asesinados estaban investigando temas controvertidos dentro de la sociedad hondureña, incluyendo corrupción, tráfico de drogas y abusos contra los derechos humanos.